# Gabaergik
U molekularnoj biologiji i fiziologiji, materijal je GABAergičan ili GABAnergik ako se odnosi na ili utiče na neurotransmiter gama-aminobuternu kiselinu (GABA). Na primer, sinapsa je GABAergična ako koristi GABA kao svoj neurotransmiter, a GABAergični neuron proizvodi GABA. Supstanca je GABAergična ako proizvodi svoje efekte interakcijom sa GABA sistemom, kao što je stimulisanje ili blokiranje neurotransmisije.
GABAergični agens je svaka hemikalija koja modifikuje efekte GABA u telu ili mozgu. Neke različite klase GABAergičnih lekova uključuju agoniste, antagoniste, modulatore, inhibitore ponovnog uzimanja i enzime.